# Antiskating

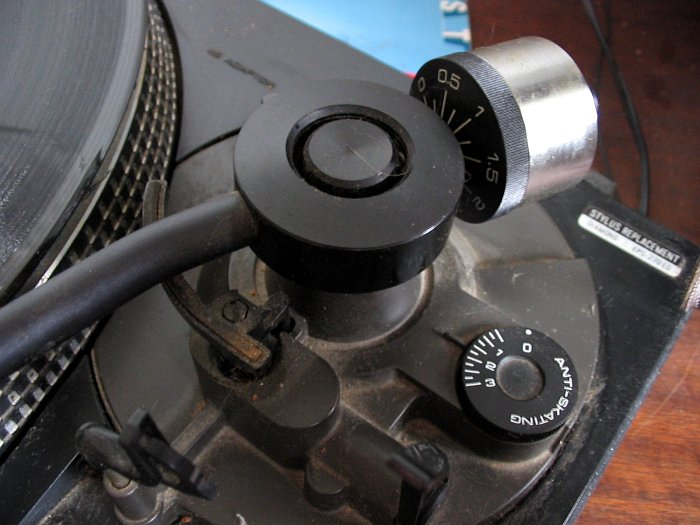
La ghiera di regolazione dell'antiskating in un braccetto di lettura

L'antiskating è un dispositivo meccanico (a molla o piccolo contrappeso) o magnetico applicato al braccio di lettura di un giradischi con la funzione di contrastare l'azione dalla forza d'attrito radente sviluppata tra puntina e disco in vinile che ha una componente perpendicolare al braccio di lettura e che tende a spingerlo verso il centro del piatto.
È costituito essenzialmente da un meccanismo che permette di applicare una piccolissima forza, regolabile a seconda della massa del braccio e della testina di lettura, la quale controbilancia la spinta sul braccio di lettura che tende ad andare verso l'interno del disco. Da considerare che nei bracci a traslazione tangenziale questo fenomeno è assente.
La difficoltà di progettazione dell'antiskating risiede nell'uniformità di intervento del meccanismo su tutto l'arco di lavoro del braccio di lettura.
Fra gli audiofili vi è comunque discordanza sull'effettiva utilità di questo dispositivo. 